# Michael Redd
Michael Wesley Redd (ur. 24 sierpnia 1979 w Columbus) – amerykański koszykarz występujący na pozycji rzucającego obrońcy. Mistrz olimpijski z Pekinu.
20 lutego 2002 roku ustanowił rekord sezonu zasadniczego NBA, trafiając 8 celnych rzutów za 3 punkty w trakcie jednej kwarty (4) spotkania. Rezultat ten został poprawiony w 2015 przez Klaya Thompsona.

## Osiągnięcia
Na podstawie, o ile nie zaznaczono inaczej.
NCAA
- Uczestnik rozgrywek¹:
  - NCAA Final Four (1999)
  - II rundy turnieju NCAA (1999, 2000)
- Mistrz sezonu regularnego konferencji Big 10 (2000)¹
- Najlepszy pierwszoroczny zawodnik konferencji Big Ten (1998)[6]
- Ohio State MVP (1998–2000)
- Zaliczony do:
  - I składu:
    - Big Ten (2000)
    - turnieju Big Ten (1999)

  - Galerii Sław Sportu Ohio State – Ohio State Athletics Hall of Fame (2009)
  - Galerii Sław Koszykówki stanu Ohio – Ohio Basketball Hall of Fame (2009)
- Lider Big 10 w:
  - średniej punktów (1998 – 21,9)
  - liczbie:
    - punktów (1998 – 658, 1999 – 703)
    - celnych rzutów z gry (1998 – 241, 1999 – 261)
    - oddanych rzutów z gry (1998 – 550, 1999 – 560)
- Zawodnik tygodnia Big 10 (4x)

NBA
- Zaliczony do III składu NBA (2004)[7]
- Uczestnik meczu gwiazd NBA (2004)[7]
- 2 miejsce w głosowaniu na najlepszego rezerwowego NBA (2003)[8]
- Zawodnik:
  - miesiąca NBA (styczeń 2004)
  - tygodnia NBA (3.12.2006, 31.12.2006)

Reprezentacja
- Mistrz:
  - olimpijski (2008)[9]
  - Ameryki (2007)
  - uniwersjady (1999)

¹ – NCAA anulowała po latach wyniki drużyny z tamtych sezonów 

## Rekordy kariery
| The Best of            | Michael Redd                             |
| ---------------------- | ---------------------------------------- |
| Punkty                 | 57 (vs Utah Jazz)                        |
| Rzuty z pola (celne)   | 18 (2 razy)                              |
| Rzuty z pola (ogólnie) | 34 (vs Chicago Bulls)                    |
| Rzuty za "3" (celne)   | 9 (vs Houston Rockets)                   |
| Rzuty za "3" (oddane)  | 14 (vs Washington Wizards)               |
| Celne osobiste         | 18 (vs Washington Wizards)               |
| Rzuty osobiste         | 19 (vs Washington Wizards)               |
| Zbiórki ofensywne      | 7 (vs New Orleans/Oklahoma City Hornets) |
| Zbiórki defensywne     | 10 (vs Orlando Magic)                    |
| Zbiórki                | 14 (vs Houston Rockets)                  |
| Asysty                 | 8 (3 razy)                               |
| Przechwyty             | 6 (vs Cleveland Cavaliers)               |
| Bloki                  | 3 (vs Dallas Mavericks)                  |
| Minut na boisku        | 51 (vs Houston Rockets)                  |